# Atriplex amnicola
Atriplex amnicola, comúnmente conocida como river saltbush o swamp saltbush, es una especie de arbusto en la familia Amaranthaceae. 

## Hábitat
Endémica de Australia Occidental, es nativo de las zonas de inundación de los ríos Murchison y Gascoyne.

## Descripción
Atriplex amnicola es un arbusto muy ramificado cuyo aspecto puede ser de erecto a rastrero. En las condiciones ideales se puede desarrollar hasta cuatro metros de anchura, y alcanzar los 2,5 m de altura.  
Sus ramas  se pueden extender por el suelo, y las partes en contacto pueden producir raíces, (esto sobre todo en las formas rastreras).
Las hojas son de color verde azulado y cubiertas de unos finos pelos plateados. Hay una gran variabilidad en las formas de las hojas y en su tamaño, pero generalmente tiene la forma lanceolada, y entre uno y tres centímetros de longitud.
Dioica: las flores son macho y hembra y crecen en plantas separadas. Las flores macho son de color púrpura verdoso, y se encuentran en ramilletes al final de las ramas, las flores hembras en ramilletes entre las axilas entre hojas y tallos.
El fruto es leñoso con unos cinco milímetros, conteniendo una sola semilla.  

## Usos
Es una planta muy tolerante de niveles elevados de sal en el terreno, y en Australia se usa para rehabilitar las áreas salinas. Cuando crece en terrenos salinos, tiene el mejor promedio de desarrollo y supervivencia a largo plazo de cualquier otro "arbusto de la sal" ("saltbush"). 
También es muy resistente a la sequía, y tolera bien las inundaciones una vez madura. 
Es una de las plantas que prefieren para pastar las ovejas, recuperándose bien del ramoneo. Diferentes estudios han demostrado que la carne de las ovejas alimentadas con "river saltbush" tiene unos niveles elevados de vitamina E y por su aspecto es preferida por los consumidores. 
Entre sus desventajas se encuentra un bajo nivel de propagación propia, y difícil de establecer por una plantación directa de semillas.  

## Taxonomía
Atriplex amnicola fue descrita por Paul Graham Wilson y publicado en Flora of Australia 4: 129–130, 322, map 175. 1984.
Etimología
Atriplex: nombre genérico latino con el que se conoce a la planta.
amnicola: epíteto  que significa "que vive en el río.
Sinonimia
- Atriplex cephalantha Aellen
- Atriplex rhagodioides F.Muell. in Wilcox, D.G. & Morrissey, J.G. 1977,
- Atriplex cinerea subsp. rhagodioides (F.Muell.) Aellen[4][5]